# 키네마 시트러스
주식회사 키네마 시트러스(일본어: 株式会社キネマシトラス, Kinema Citrus Co.)는 일본의 애니메이션 스튜디오이다.

## 역사
프로덕션 I.G의 제작 출신으로 본즈의 제작 데스크였던 오가사와라 무네노리가 2008년 3월에 같은 프로덕션 I.G 출신으로 반다이 비주얼의 프로듀서로 있던 마츠카 유이치로, 연출가인 타치바나 마사키, 프리 애니메이터인 아라이 코이치와 함께 설립했다.  그 후, 이사였던 마츠카는 퇴사하여 스튜디오 3Hz를 설립한다.

## 작품 목록

### TV 애니메이션
- 야쿠시지 료코의 괴기 사건부 (제작 원청: 동화공방, 각 화 제작 협력, 2008년)
- 히게피요 (2009년)
- 도쿄 매그니튜드 8.0 (본즈와 공동 제작, 2009년)
- 꽃이 피는 첫걸음 (제작 원청: P.A.WORKS, 각 화 제작 협력, 2011년)
- CØDE:BREAKER (2012년)
- 엉덩이 무는 벌레 (2012년)
- 유유시키 (2013년)
- 열풍해륙 부시로드 (오렌지와 공동 제작, 2013년)
- 블랙 불릿 (오렌지와 공동 제작, 2014년)
- 바라카몬 (2014년)
- 플라스틱 메모리즈 (제작 원청: 동화공방, 각 화 제작 협력, 2015년)
- 그것이 성우! (제작 원청: 곤조, 각 화 제작 협력, 2015년)
- 주문은 토끼입니까?? (WHITE FOX와 공동 제작, 2015년)
- 노른+노넷 (오렌지와 공동 제작, 2016년)
- 쿠마미코 (EMT 스퀘어드와 공동 제작, 2016년)
- 작열의 탁구소녀 (2016년)
- 메이드 인 어비스 (2017년)
- 소녀☆가극 레뷰 스타라이트 (2018년)
- 방패용사 성공담 (2019년)
- 임사!! 에코다짱 (제8화, 2019년)
- 쇼 바이 락!! 마슈마이렛슈!! (2020년)
- 쇼 바이 락!! 스타즈!! (2021년)
- 카드파이트!! 뱅가드 overDress (2021년)
- 방패용사 성공담 Seoson2 (2022년)
- 메이드 인 어비스: 열일의 황금향 (2022년)
- 카드파이트!! 뱅가드 will+Dress (2022년)
- 나의 행복한 결혼 (2023년)
- 방패용사 성공담 Seoson3 (2023년)
- 카드파이트!! 뱅가드 Divinez (2024년)

### 극장 애니메이션
- 교향시편 유레카 세븐 포켓이 무지개로 가득 (제작 원청: 본즈, 2009년)
- 브레이크 블레이드 제4장 〈참화의 땅〉 (제작 원청: 프로덕션 I.G·XEBEC, 제작 협력, 2010년)
- 메이드 인 어비스: 깊은 영혼의 여명 (2020년)
- 극장판 소녀☆가극 레뷰 스타라이트 (2021년)

### OVA
- .hack//Quantum (2011년) ※2010년 11월부터 2011년 1월에 걸쳐 전3화를 전국 5개의 영화관에서 선행 공개.
- 영웅전설 천공의 궤적 THE ANIMATION (2011년)
- VitaminX Addiction (제작 원청: 노매드, 오프닝 애니메이션 제작, 2011년)
- 유성 렌즈 (어드밴스 석신정과 공동 제작, 2012년)
- 마리모의 꽃 ~최강 무투파 초등학생 전설~ (2012년)

### 웹 애니메이션
- 무장신희 Moon Angel (TNK와 공동 제작, 2011년)
- 스타워즈: 비전스 〈마을 신부〉

## 관련 인물

### 애니메이터·연출가
- 타치바나 마사키
- 아라이 코이치
- 코모리 카오리

### 제작
- 오가사와라 무네노리
- 마츠카 유이치로

## 같이 보기
- 본즈 (스튜디오)